# Association Sportive de Monaco Football Club 2020-2021
Questa voce raccoglie le informazioni riguardanti l'Association Sportive de Monaco Football Club nelle competizioni ufficiali della stagione 2020-2021.

## Maglie e sponsor
Lo sponsor tecnico per la stagione 2020-2021 è Kappa, mentre lo sponsor ufficiale è Fedcom. La prima maglia è in diagonale bianca e rossa, calzoncini rossi e calzettoni bianchi. La seconda maglia è in diagonale blu e gialla, calzoncini blu e calzettoni gialli. La terza maglia è bianca con inserti rossi, calzoncini e calzettoni bianchi.
| Casa | Trasferta | Terza divisa |
| ---- | --------- | ------------ |

## Rosa
| N. |                           | Ruolo | Calciatore          |
| -- | ------------------------- | ----- | ------------------- |
| 1  | Polonia (bandiera)        | P     | Radosław Majecki    |
| 2  | Francia (bandiera)        | D     | Fodé Ballo-Touré    |
| 3  | Cile (bandiera)           | D     | Guillermo Maripán   |
| 4  | Spagna (bandiera)         | C     | Cesc Fàbregas       |
| 5  | Brasile (bandiera)        | D     | Jemerson            |
| 6  | Costa d'Avorio (bandiera) | C     | Jean-Eudes Aholou   |
| 7  | Nigeria (bandiera)        | A     | Henry Onyekuru      |
| 8  | Francia (bandiera)        | C     | Aurélien Tchouaméni |
| 9  | Francia (bandiera)        | A     | Wissam Ben Yedder   |
| 10 | Montenegro (bandiera)     | A     | Stevan Jovetić      |
| 11 | Portogallo (bandiera)     | C     | Gelson Martins      |
| 12 | Brasile (bandiera)        | D     | Caio Henrique       |
| 13 | Francia (bandiera)        | A     | Willem Geubbels     |
| 14 | Senegal (bandiera)        | A     | Keita Baldé         |
| 15 | Francia (bandiera)        | D     | Jean Marcelin       |
| 16 | Italia (bandiera)         | P     | Vito Mannone        |
| 17 | Russia (bandiera)         | C     | Aleksandr Golovin   |
| 18 | Francia (bandiera)        | D     | Arthur Zagre        |
| 19 | Italia (bandiera)         | A     | Pietro Pellegri     |
| 20 | Francia (bandiera)        | D     | Axel Disasi         |

| N. |                         | Ruolo | Calciatore            |
| -- | ----------------------- | ----- | --------------------- |
| 22 | Francia (bandiera)      | C     | Youssouf Fofana       |
| 24 | Serbia (bandiera)       | D     | Strahinja Pavlović    |
| 26 | Francia (bandiera)      | D     | Ruben Aguilar         |
| 27 | Paesi Bassi (bandiera)  | A     | Anthony Musaba        |
| 27 | Senegal (bandiera)      | A     | Krépin Diatta         |
| 28 | Brasile (bandiera)      | D     | Jorge                 |
| 29 | Francia (bandiera)      | D     | Djibril Sidibé        |
| 31 | Belgio (bandiera)       | C     | Nacer Chadli          |
| 31 | Germania (bandiera)     | A     | Kevin Volland         |
| 32 | Francia (bandiera)      | D     | Benoît Badiashile     |
| 34 | RD del Congo (bandiera) | D     | Chrislain Matsima     |
| 35 | Inghilterra (bandiera)  | D     | Jonathan Panzo        |
| 35 | Portogallo (bandiera)   | C     | Florentino            |
| 36 | Belgio (bandiera)       | C     | Eliot Matazo          |
| 37 | Francia (bandiera)      | C     | Sofiane Diop          |
| 38 | Martinica (bandiera)    | C     | Enzo Millot           |
| 40 | Francia (bandiera)      | P     | Benjamin Lecomte      |
| 41 | Francia (bandiera)      | D     | Giulian Biancone      |
| 43 | Francia (bandiera)      | C     | Samuel Grandsir       |
|    | Marocco (bandiera)      | C     | Youssef Aït Bennasser |

## Calciomercato

### Sessione estiva(dal 11/06 al 31/08)
| Acquisti         | Acquisti              | Acquisti         | Acquisti                    |
| R.               | Nome                  | da               | Modalità                    |
| ---------------- | --------------------- | ---------------- | --------------------------- |
| P                | Loïc Badiashile       | Amiens           | fine prestito               |
| P                | Radosław Majecki      | Legia Varsavia   | fine prestito               |
| P                | Vito Mannone          |                  | svincolato                  |
| D                | Antonio Barreca       | Genoa            | fine prestito               |
| D                | Giulian Biancone      | Cercle Bruges    | fine prestito               |
| D                | Caio Henrique         | Atlético Madrid  | definitivo (8 milioni €)    |
| D                | Axel Disasi           | Stade Reims      | definitivo (13 milioni €)   |
| D                | Jonathan Panzo        | Cercle Bruges    | fine prestito               |
| D                | Strahinja Pavlović    | Partizan         | fine prestito               |
| D                | Julien Serrano        | Cercle Bruges    | fine prestito               |
| D                | Djibril Sidibé        | Everton          | fine prestito               |
| C                | Jean-Eudes Aholou     | Saint-Étienne    | fine prestito               |
| C                | Youssef Aït Bennasser | Bordeaux         | fine prestito               |
| C                | Francesco Antonucci   | Volendam         | fine prestito               |
| C                | Adrien Bongiovanni    | AS Béziers       | fine prestito               |
| C                | Nacer Chadli          | Anderlecht       | fine prestito               |
| C                | Gil Dias              | Granada          | fine prestito               |
| C                | Sofiane Diop          | Sochaux          | fine prestito               |
| C                | Florentino Luís       | Benfica          | prestito                    |
| C                | Samuel Grandsir       | Brest            | fine prestito               |
| C                | Kévin N'Doram         | Metz             | fine prestito               |
| C                | Pelé                  | Reading          | fine prestito               |
| C                | Adama Traoré          | Metz             | fine prestito               |
| A                | Lyle Foster           | Cercle Bruges    | fine prestito               |
| A                | Wilson Isidor         | Laval            | fine prestito               |
| A                | Jordi Mboula          | Huesca           | fine prestito               |
| A                | Anthony Musaba        | N.E.C.           | definitivo (2,5 milioni €)  |
| A                | Kevin Volland         | Bayer Leverkusen | definitivo (15,5 milioni €) |
| A                | Henry Onyekuru        | Galatasaray      | fine prestito               |
| Altre operazioni |                       |                  |                             |
| R.               | Nome                  | da               | Modalità                    |

| Cessioni         | Cessioni            | Cessioni            | Cessioni                   |
| R.               | Nome                | a                   | Modalità                   |
| ---------------- | ------------------- | ------------------- | -------------------------- |
| P                | Loïc Badiashile     | Las Rozas           | prestito                   |
| P                | Diego Benaglio      |                     | svincolato                 |
| P                | Danijel Subašić     |                     | svincolato                 |
| P                | Seydou Sy           |                     | svincolato                 |
| D                | Antonio Barreca     | Fiorentina          | prestito                   |
| D                | Jordy Gaspar        |                     | svincolato                 |
| D                | Kamil Glik          | Benevento           | definitivo (3 milioni €)   |
| D                | Benjamin Henrichs   | RB Lipsia           | prestito                   |
| D                | Jorge               | Basilea             | prestito                   |
| D                | Jean Marcelin       | Cercle Bruges       | prestito                   |
| D                | Jonathan Panzo      | Digione             | definitivo (3,4 milioni €) |
| D                | Julien Serrano      | Livingston          | prestito                   |
| C                | Jean-Eudes Aholou   | Strasburgo          | prestito                   |
| C                | Francesco Antonucci | Feyenoord           | definitivo (2,2 milioni €) |
| C                | Kévin Appin         |                     | svincolato                 |
| C                | Tiémoué Bakayoko    | Chelsea             | fine prestito              |
| C                | Adrien Bongiovanni  | Den Bosch           | prestito                   |
| C                | Nacer Chadli        | İstanbul Başakşehir | definitivo                 |
| C                | Gil Dias            | Famalicão           | prestito                   |
| C                | Kévin N'Doram       | Metz                | definitivo (4,5 milioni €) |
| C                | Pelé                | Rio Ave             | prestito                   |
| C                | Adrien Silva        | Leicester City      | fine prestito              |
| C                | Adama Traoré        | Hatayspor           | definitivo                 |
| A                | Lyle Foster         | Vitória             | definitivo (1,2 milioni €) |
| A                | Wilson Isidor       | Bastia-Borgo        | prestito                   |
| A                | Jordi Mboula        | Maiorca             | definitivo                 |
| A                | Anthony Musaba      | Cercle Bruges       | prestito                   |
| A                | Islam Slimani       | Leicester City      | fine prestito              |
| A                | Moussa Sylla        |                     | svincolato                 |
| A                | Keita Baldé         | Sampdoria           | prestito                   |
| Altre operazioni |                     |                     |                            |
| R.               | Nome                | a                   | Modalità                   |
| P                | Theo Louis          |                     | svincolato                 |
| D                | Yoann Etienne       |                     | svincolato                 |
| D                | Yannis Ngakoutou    |                     | svincolato                 |
| D                | Pierre Nguinda      |                     | svincolato                 |
| C                | Romain Faivre       | Brest               | definitivo                 |
| C                | Owen Maës           |                     | svincolato                 |
| C                | Safwan Mbae         |                     | svincolato                 |
| A                | Nabil Alioui        | Le Havre            | definitivo                 |
| A                | Nordine Ibouroi     |                     | svincolato                 |

### Sessione invernale(dal 02/01 al 01/02)
| Acquisti         | Acquisti      | Acquisti      | Acquisti                  |
| R.               | Nome          | da            | Modalità                  |
| ---------------- | ------------- | ------------- | ------------------------- |
| D                | Jean Marcelin | Cercle Bruges | fine prestito             |
| A                | Krépin Diatta | Club Bruges   | definitivo (20 milioni €) |
| Altre operazioni |               |               |                           |
| R.               | Nome          | da            | Modalità                  |

| Cessioni         | Cessioni           | Cessioni      | Cessioni               |
| R.               | Nome               | a             | Modalità               |
| ---------------- | ------------------ | ------------- | ---------------------- |
| D                | Jemerson           | Corinthians   | definitivo (680.000 €) |
| D                | Strahinja Pavlović | Cercle Bruges | prestito               |
| Altre operazioni |                    |               |                        |
| R.               | Nome               | a             | Modalità               |

## Risultati

### Ligue 1

#### Girone d'andata
| Arbitro: | Letexier |

|                             |           |                  |
| Disasi 45+2’ Badiashile 55’ | Marcatori | 5’ Dia 21’ Touré |

| Arbitro: | Stinat |

|  |           |                |
|  | Marcatori | 22’ Badiashile |

| Arbitro: | Turpin |

|                      |           |          |
| Diop 5’ Geubbels 65’ | Marcatori | 61’ Blas |

| Arbitro: | Miguelgorry |

|                           |           |                |
| Nzonzi 81’ Truffert 90+2’ | Marcatori | 28’ Ben Yedder |

| Arbitro: | Pignard |

|                                  |           |                                |
| Ben Yedder 9’, 53’ Aguilar 45+1’ | Marcatori | 46’ Chahiri 70’ (rig.) Ajorque |

| Arbitro: | Hamel |

|           |           |  |
| Faivre 8’ | Marcatori |  |

| Arbitro: | Ben El Hadj |

|                       |           |              |
| Ben Yedder 70’ (rig.) | Marcatori | 51’ Mavididi |

| Arbitro: | Gautier |

|                                                 |           |                       |
| Depay 12’ Toko Ekambi 34’, 44’ Aouar 41’ (rig.) | Marcatori | 47’ (rig.) Ben Yedder |

| Arbitro: | Buquet |

|                                                    |           |  |
| Ben Yedder 28’ (rig.) Martins 30’ Volland 31’, 58’ | Marcatori |  |

| Arbitro: | Abed |

|                |           |                     |
| Lees-Melou 69’ | Marcatori | 23’ Disasi 53’ Diop |

| Arbitro: | Turpin |

|                                      |           |                        |
| Volland 52’, 66’ Fàbregas 84’ (rig.) | Marcatori | 25’, 37’ (rig.) Mbappé |

| Arbitro: | Gautier |

|                                  |           |  |
| Diop 19’ Martins 75’ Volland 77’ | Marcatori |  |

| Arbitro: | Brisard |

|                      |           |              |
| David 53’ Yazıcı 65’ | Marcatori | 90’ Pellegri |

| Arbitro: | Millot |

|                          |           |                       |
| Thauvin 5’ Benedetto 13’ | Marcatori | 79’ (rig.) Ben Yedder |

| Arbitro: | Schneider |

|  |           |                               |
|  | Marcatori | 1’ Sylla 33’ Banza 39’ Kakuta |

| Arbitro: | Stinat |

|  |           |             |
|  | Marcatori | 15’ Volland |

| Arbitro: | Hamel |

|                     |           |                                |
| Diop 7’ Volland 48’ | Marcatori | 21’ (rig.) Debuchy 29’ Bouanga |

| Arbitro: | Schneider |

|                         |           |                                                        |
| Moffi 31’ Gravillon 67’ | Marcatori | 5’ Disasi 64’ Golovin 68’ Volland 78’ Diop 89’ Maripán |

| Arbitro: | Bastien |

|                                     |           |  |
| Maripán 40’ Volland 72’ Jovetić 81’ | Marcatori |  |

#### Girone di ritorno
| Arbitro: | Petit |

|                     |           |                                        |
| Wahi 64’ Delort 69’ | Marcatori | 24’ Volland 35’, 61’ (rig.) Ben Yedder |

| Arbitro: | Letexier |

|                                          |           |              |
| Maripán 47’ Tchouaméni 75’ Jovetić 90+2’ | Marcatori | 12’ Radonjić |

| Arbitro: | Leonard |

|           |           |                         |
| Emond 83’ | Marcatori | 45’ Maripán 60’ Volland |

| Arbitro: | Brisard |

|                            |           |                |
| Ben Yedder 28’ (rig.), 51’ | Marcatori | 47’ Lees-Melou |

| Arbitro: | Turpin |

|                                   |           |                                  |
| Deaux 23’ Ferhat 32’ Eliasson 81’ | Marcatori | 3’, 12’, 62’ Golovin 77’ Volland |

| Arbitro: | Millot |

|                              |           |                      |
| Ben Yedder 48’ (rig.), 90+2’ | Marcatori | 7’ (rig.), 62’ Moffi |

| Arbitro: | Buquet |

|  |           |                     |
|  | Marcatori | 6’ Diop 51’ Maripán |

| Arbitro: | Pignard |

|                         |           |  |
| Jovetić 76’ Volland 90’ | Marcatori |  |

| Arbitro: | Wattellier |

|                |           |  |
| Guilbert 90+1’ | Marcatori |  |

| Fontvieille 14 marzo 2021, ore 17:05 CET 29ª giornata | Monaco   | 0 – 0 referto | Lilla | Stade Louis II\| Arbitro: \| Frappart \| |
| Arbitro:                                              | Frappart |               |       |                                          |

| Arbitro: | Lesage |

|  |           |                                                |
|  | Marcatori | 13’ Jovetić 55’ Tchouaméni 64’ Diop 76’ Diatta |

| Arbitro: | Hamel |

|                                                            |           |  |
| Fàbregas 50’ (rig.) Volland 52’ Ben Yedder 77’, 89’ (rig.) | Marcatori |  |

| Arbitro: | Petit |

|                                        |           |  |
| Jovetić 49’ Ben Yedder 63’, 89’ (rig.) | Marcatori |  |

| Arbitro: | Letexier |

|  |           |                                     |
|  | Marcatori | 29’ Volland 47’ Martins 90’ Jovetić |

| Arbitro: | El Hadj |

|  |           |                |
|  | Marcatori | 79’ Ben Yedder |

| Arbitro: | Turpin |

|                                   |           |                                  |
| Volland 25’ Ben Yedder 86’ (rig.) | Marcatori | 57’ Depay 77’ Marcelo 89’ Cherki |

| Arbitro: | Gautier |

|  |           |            |
|  | Marcatori | 20’ Matazo |

| Arbitro: | Bastien |

|                            |           |                   |
| Ben Yedder 16’ Golovin 29’ | Marcatori | 68’ (aut.) Disasi |

| Lens 23 maggio 2021, ore 21:00 CEST 38ª giornata | Lens    | 0 – 0 referto | Monaco | Stadio Bollaert-Delelis\| Arbitro: \| Pignard \| |
| Arbitro:                                         | Pignard |               |        |                                                  |

### Coppa di Francia

#### Fase a eliminazione diretta
| Arbitro: | Dechepy |

|  |           |             |
|  | Marcatori | 36’ Jovetić |

| Arbitro: | Bastien |

|  |           |                         |
|  | Marcatori | 29’ Volland 87’ Aguilar |

| Arbitro: | Letexier |

|                                            |                      |                          |
| Ben Yedder Vollans Sidibé Fàbregas Jovetić | Tiri di rigore 5 – 4 | Sarr Ambrose Maïga Bronn |

| Arbitro: | Frappart |

|  |           |                                   |
|  | Marcatori | 54’ (rig.) Ben Yedder 61’ Volland |

| Arbitro: | Buquet |

|            |           |                                                                         |
| Peuget 20’ | Marcatori | 27’ (aut.) Bozon 32’ Tchouaméni 55’ Ben Yedder 78’ Fàbregas 82’ Golovin |

| Arbitro: | Letexier |

|  |           |                       |
|  | Marcatori | 19’ Icardi 81’ Mbappé |

## Statistiche
Aggiornate al 23 maggio 2021.

### Statistiche di squadra
| Competizione     | Punti | In casa | In casa | In casa | In casa | In casa | In casa | In trasferta | In trasferta | In trasferta | In trasferta | In trasferta | In trasferta | Totale | Totale | Totale | Totale | Totale | Totale | DR  |
| Competizione     | Punti | G       | V       | N       | P       | Gf      | Gs      | G            | V            | N            | P            | Gf           | Gs           | G      | V      | N      | P      | Gf     | Gs     | DR  |
| ---------------- | ----- | ------- | ------- | ------- | ------- | ------- | ------- | ------------ | ------------ | ------------ | ------------ | ------------ | ------------ | ------ | ------ | ------ | ------ | ------ | ------ | --- |
| Ligue 1          | 78    | 19      | 12      | 5       | 2       | 43      | 21      | 19           | 12           | 1            | 6            | 33           | 21           | 38     | 24     | 6      | 8      | 76     | 42     | +34 |
| Coppa di Francia | -     | 1       | 0       | 1       | 0       | 0       | 0       | 4            | 4            | 0            | 0            | 10           | 1            | 6      | 4      | 1      | 1      | 10     | 3      | +7  |
| Totale           | -     | 20      | 12      | 6       | 2       | 43      | 21      | 23           | 16           | 1            | 6            | 43           | 22           | 44     | 28     | 7      | 9      | 86     | 45     | +41 |

### Andamento in campionato
| Giornata  | 1 | 2 | 3 | 4 | 5 | 6 | 7 | 8  | 9 | 10 | 11 | 12 | 13 | 14 | 15 | 16 | 17 | 18 | 19 | 20 | 21 | 22 | 23 | 24 | 25 | 26 | 27 | 28 | 29 | 30 | 31 | 32 | 33 | 34 | 35 | 36 | 37 | 38 |
| --------- | - | - | - | - | - | - | - | -- | - | -- | -- | -- | -- | -- | -- | -- | -- | -- | -- | -- | -- | -- | -- | -- | -- | -- | -- | -- | -- | -- | -- | -- | -- | -- | -- | -- | -- | -- |
| Luogo     | C | T | C | T | C | T | C | T  | C | T  | C  | C  | T  | T  | C  | T  | C  | T  | C  | T  | C  | T  | C  | T  | C  | T  | C  | T  | C  | T  | C  | C  | T  | T  | C  | T  | C  | T  |
| Risultato | N | V | V | P | V | P | N | P  | V | V  | V  | V  | P  | P  | P  | V  | N  | V  | V  | V  | V  | V  | V  | V  | N  | V  | V  | P  | N  | V  | V  | V  | V  | V  | P  | V  | V  | N  |
| Posizione | 8 | 4 | 3 | 6 | 5 | 6 | 8 | 12 | 8 | 6  | 4  | 4  | 5  | 6  | 8  | 7  | 6  | 6  | 4  | 4  | 4  | 4  | 4  | 4  | 4  | 4  | 4  | 4  | 4  | 4  | 3  | 3  | 3  | 3  | 3  | 3  | 3  | 3  |

Fonte:  Evoluzione classifica Ligue 1 20/21, su transfermarkt.it, Transfermarkt.
Legenda:

Luogo: C = Casa; T = Trasferta. Risultato: V = Vittoria; N = Pareggio; P = Sconfitta.

### Statistiche dei giocatori
| Giocatore          | Ligue 1  | Ligue 1 | Ligue 1     | Ligue 1    | Coppa di Francia | Coppa di Francia | Coppa di Francia | Coppa di Francia | Totale   | Totale | Totale      | Totale     |
| Giocatore          | Presenze | Reti    | Ammonizioni | Espulsioni | Presenze         | Reti             | Ammonizioni      | Espulsioni       | Presenze | Reti   | Ammonizioni | Espulsioni |
| ------------------ | -------- | ------- | ----------- | ---------- | ---------------- | ---------------- | ---------------- | ---------------- | -------- | ------ | ----------- | ---------- |
| R. Aguilar         | 33       | 1       | 6           | 0          | 5                | 1                | 0                | 0                | 38       | 2      | 6           | 0          |
| J. Aholou          | 2        | 0       | 0           | 0          | -                | -                | -                | -                | 2        | 0      | 0           | 0          |
| Y. Aït Bennasser   | -        | -       | -           | -          | -                | -                | -                | -                | -        | -      | -           | -          |
| B. Badiashile      | 35       | 2       | 5           | 0          | 4                | 0                | 0                | 0                | 39       | 2      | 5           | 0          |
| F. Ballo-Touré     | 24       | 0       | 2           | 0          | 5                | 0                | 1                | 0                | 29       | 0      | 3           | 0          |
| W. Ben Yedder      | 37       | 20      | 3           | 0          | 4                | 2                | 0                | 0                | 41       | 22     | 3           | 0          |
| G. Biancone        | 2        | 0       | 1           | 0          | -                | -                | -                | -                | 2        | 0      | 1           | 0          |
| Caio Henrique      | 31       | 0       | 0           | 0          | 5                | 0                | 0                | 0                | 36       | 0      | 0           | 0          |
| N. Chadli          | -        | -       | -           | -          | -                | -                | -                | -                | -        | -      | -           | -          |
| V. C. Decarpentrie | -        | -       | -           | -          | 1                | 0                | 0                | 0                | 1        | 0      | 0           | 0          |
| K. Diatta          | 12       | 1       | 3           | 0          | 4                | 0                | 0                | 0                | 16       | 1      | 3           | 0          |
| S. Diop            | 32       | 7       | 4           | 0          | 3                | 0                | 0                | 0                | 35       | 7      | 4           | 0          |
| A. Disasi          | 29       | 3       | 3           | 2          | 6                | 0                | 0                | 0                | 35       | 3      | 3           | 2          |
| C. Fàbregas        | 21       | 2       | 2           | 0          | 5                | 1                | 0                | 0                | 26       | 3      | 2           | 0          |
| Florentino Luís    | 9        | 0       | 1           | 0          | 2                | 0                | 0                | 0                | 11       | 0      | 1           | 0          |
| Y. Fofana          | 35       | 0       | 10          | 1          | 5                | 0                | 0                | 0                | 40       | 0      | 10          | 1          |
| W. Geubbels        | 14       | 1       | 3           | 1          | 1                | 0                | 0                | 0                | 15       | 1      | 3           | 1          |
| A. Golovin         | 21       | 5       | 2           | 0          | 5                | 1                | 0                | 0                | 26       | 6      | 2           | 0          |
| S. Grandsir        | -        | -       | -           | -          | -                | -                | -                | -                | -        | -      | -           | -          |
| Jemerson           | -        | -       | -           | -          | -                | -                | -                | -                | -        | -      | -           | -          |
| Jorge              | -        | -       | -           | -          | -                | -                | -                | -                | -        | -      | -           | -          |
| S. Jovetić         | 29       | 6       | 1           | 0          | 4                | 1                | 0                | 0                | 33       | 7      | 1           | 0          |
| Keita Baldé        | -        | -       | -           | -          | -                | -                | -                | -                | -        | -      | -           | -          |
| B. Lecomte         | 28       | -27     | 1           | 0          | -                | -                | -                | -                | 28       | -27    | 1           | 0          |
| R. Majecki         | 1        | -1      | 0           | 0          | 6                | -3               | 1                | 0                | 7        | -4     | 1           | 0          |
| V. Mannone         | 9        | -14     | 0           | 0          | -                | -                | -                | -                | 9        | -14    | 0           | 0          |
| J. Marcelin        | -        | -       | -           | -          | -                | -                | -                | -                | -        | -      | -           | -          |
| G. Maripán         | 28       | 5       | 7           | 0          | 3                | 0                | 0                | 0                | 31       | 5      | 7           | 0          |
| G. Martins         | 23       | 3       | 3           | 0          | 4                | 0                | 0                | 0                | 27       | 3      | 3           | 0          |
| E. Matazo          | 10       | 1       | 0           | 1          | 4                | 0                | 0                | 0                | 14       | 1      | 0           | 1          |
| C. Matsima         | 9        | 0       | 2           | 0          | 2                | 0                | 0                | 0                | 11       | 0      | 2           | 0          |
| E. Millot          | 2        | 0       | 0           | 0          | 1                | 0                | 0                | 0                | 3        | 0      | 0           | 0          |
| A. Musaba          | -        | -       | -           | -          | -                | -                | -                | -                | -        | -      | -           | -          |
| H. Onyekuru        | 4        | 0       | 0           | 0          | -                | -                | -                | -                | 4        | 0      | 0           | 0          |
| J. Panzo           | -        | -       | -           | -          | -                | -                | -                | -                | -        | -      | -           | -          |
| S. Pavlović        | 1        | 0       | 0           | 0          | -                | -                | -                | -                | 1        | 0      | 0           | 0          |
| P. Pellegri        | 16       | 1       | 2           | 1          | 1                | 0                | 1                | 0                | 17       | 1      | 3           | 1          |
| D. Sidibé          | 30       | 0       | 3           | 0          | 4                | 0                | 1                | 0                | 34       | 0      | 4           | 0          |
| A. Tchouaméni      | 36       | 2       | 9           | 1          | 6                | 1                | 0                | 0                | 42       | 3      | 9           | 1          |
| K. Volland         | 35       | 16      | 4           | 0          | 5                | 2                | 1                | 0                | 40       | 18     | 5           | 0          |
| A. Zagre           | -        | -       | -           | -          | -                | -                | -                | -                | -        | -      | -           | -          |